# قرية بهران (سنحان)

تعديل مصدري - تعديل

قرية بهران هي إحدى قرى عزلة وادي جبيب بمديرية سنحان وبني بهلول التابعة لمحافظة صنعاء، بلغ تعداد سكانها 857 نسمة حسب تعداد اليمن لعام 2004.